# Aeroportul Tottori
Aeroportul Tottori (IATA: TTJ, ICAO: RJOR) este un aeroport din Tottori, Prefectura Tottori, Japonia ce deservește zona Tottori. Aeroportul a fost tranzitat în 2023 de 370.910 pasageri. A fost deschis în 1967.
Situat la o altitudine de 15 m, aeroportul dispune de o singură pistă.